# 湖屯镇
湖屯镇，是中华人民共和国山東省泰安市肥城市下辖的一个乡镇级行政单位。

## 行政区划
湖屯镇下辖以下地区：
董一街社区、董二街社区、国庄街社区、小中泉街社区、前兴隆村、后兴隆村、东湖东村、东湖西村、小王村、中湖村、西湖东村、西湖西村、桥头村、大中泉村、西辛庄村、西杨庄村、钱庄一村、钱庄二村、钱庄三村、纸坊村、钱二新村、南王村、董三村、董四村、董五村、东穆河村、西穆河村、贾庄村、北张庄村、陶阳村、有益村、曹庄村、张店村、北王村、冯庄村、关王殿村、吕仙村、李家寨村、荣庄村、古庄村、小店村、山阳铺村、沙庄村、白庄村、涧北村、栖幽寺村、董庄村、赵庄村、肥城矿业集团新陶阳煤矿社区、肥城矿业集团白庄煤矿社区、肥城矿业集团鑫国公司社区、山东隆源集团社区和肥城矿业集团中心医院神经病专科医院社区。

## 人口
2010年中国第六次人口普查时，湖屯镇共有人口72838人。共有家庭24302户，平均每户2.93人。14岁以下的少年儿童共10758人，占总人口14.76%；15-64岁人口共55913人，占总人口76.76%；65岁及以上的老年人共6167人，占总人口的8.466%。男性共计36420人，占总人口50.00%；女性共计36418人，占总人口49.99%。本地居住的人口中，拥有本地户籍的人口为69469人，占95.37%。